# Raphaël Dupau
Raphaël Dupau, né le 13 septembre 1900 à Samadet et mort le 14 juin 1971 à Mont-de-Marsan dans les Landes,, est un coureur cycliste français.

## Biographie
D'ascendance landaise, Raphaël Dupau dispute son premier Tour de France en 1926. Il abandonne cependant dès la deuxième étape. Il se présente à nouveau au départ de la Grande Boucle en 1928, avec la petite équipe Fontan-Wolber-Elvish. Pour sa seconde participation, il termine  36e du classement général, avec pour meilleur résultat une douzième place sur la huitième étape (Bordeaux-Hendaye). La même année, il remporte le Circuit de la Chalosse. 
Lors de la saison 1930, il se classe douzième du Tour du Pays basque et quinzième du Tour de Catalogne. Il continue ensuite de courir au niveau régional sous les couleurs du Guidon Bayonnais, au moins jusqu'en 1937.

## Palmarès et résultats

### Palmarès par année
- 1928
  - Circuit de la Chalosse
  - 2e du Circuit du Béarn
- 1929
  - 2e du Circuit du Béarn
- 1930
  - Circuit du Marensin
- 1932
  - 3e du Circuit de la Chalosse
- 1935
  - 3e du Circuit du Béarn

### Résultats sur les grands tours

#### Tour de France
1 participation
- 1926 : abandon (2e étape)
- 1928 : 36e